# Anton Ponomarjow
Anton Jurjewitsch Ponomarjow (kasachisch Антон Юрьевич Пономарёв; * 31. Oktober 1988 in Qostanai) ist ein kasachischer Basketballspieler. Er spielt auf der Position des Power Forward bei BK Astana in der kasachischen Nationalliga und in der VTB United League.

## Karriere

### Verein
Anton Ponomarjow begann mit dem Basketballspielen in seiner Heimatstadt Qostanai. Bereits als 12-Jähriger kam er in ein Sportinternat nach Astana und später zum Basketballklub Astana Tigers. Hier spielte er bis zum Ende der Saison 2009/2010. Während dieser Zeit wurde er fünfmal in Folge kasachischer Meister. Anschließend wechselte er nach Serbien zu FMP Železnik. Nachdem er dort wenig Einsatzzeit bekommen hatte, wechselte er während der Saison 2010/2011 in die russische Superliga B zu Spartak Primorje. Als zu Beginn der Saison 2011/12 in Kasachstan der BK Astana neu gegründet wurde, ging er zurück nach Astana. Mit BK Astana wurde er noch zwei Mal kasachischer Meister und Pokalsieger. In der VTB United League erreichte er in der Saison 2012/13 mit Astana die Play-offs und wurde zum Best National Player Kasachstans ernannt.

### Nationalmannschaft
Ponomarjow nahm für die kasachische Basketballnationalmannschaft an der Asienmeisterschaft 2007 teil. Er erreichte mit seinem Team den vierten Platz. Bei diesem Turnier wurde er mit 17,6 Punkten pro Spiel zum besten Scorer seiner Mannschaft. Bei der Asienmeisterschaft 2009 war er ebenfalls einer der Führungsspieler des Teams und erzielte im Schnitt 15,6 Punkte in acht Spielen. Es belegte mit seiner Mannschaft den neunten Platz.

## Erfolge

### Mit der Mannschaft
- Kasachischer Meister (9 ×): 2006–2010, 2012–2015
- Kasachischer Pokalsieger (3 ×): 2012–2014

### Persönliche Auszeichnungen
- Best National Player aus Kasachstan 2013 in der VTB United League